# Sociéte Pierre Levasseur Aéronautique
Sociéte Pierre Levasseur Aéronautique — ныне не существующая французская авиастроительная компания.

## История
Компания была основана одним из пионеров французского авиастроения Пьером Левассёром как предприятие по производству воздушных винтов. Во время Первой мировой войны кроме выпуска 1500 винтов оно произвело 350 истребителей SPAD и комплекты крыльев для гидросамолётов FBA.
От копирования чужих схем Левассёр перешёл к созданию собственных конструкций самолётов, которые, в большинстве своём, были одномоторными бипланами для морской авиации. Некоторые из них состояли на вооружении авианосцев «Коммандан Тест» и «Беарн».
Кроме того, он основал авиашколу, которую возглавил известный авиатор Франсуа Дено, создатель первой летающей лодки. С компанией также сотрудничал специалист по аэродинамике Жорж Абриаль, совместно с которым был разработан планер Levasseur-Abrial A-1.
В межвоенный период компания продолжала лицензионное производство и работы по субподрядам и произвела 50 самолётов NiD-29, 145 Breguet 14 и 80 учебных MS-230, а также несколько прототипов частных разработок.
Пьер Левассёр скончался в 1941 году. Деятельность компании после войны пытался продолжать бывший директор по производству Шарль Фреше, но, с течением времени, она всё более отходила от авиастроения и в 1963 году закрылась окончательно.

## Продукция компании
- Levasseur PL.1 (1921) трёхместный самолёт для туризма, 1 экземпляр (F-ESEP);
- Levasseur PL.2 (1922) торпедоносец, 2 прототипа и 9 серийных;
- Levasseur PL.3 разведчик, 1;
- Levasseur PL.4 (1926) разведчик, 1 прототип и 40 серийных;
- Levasseur PL.5 (1924) истребитель, 24;
- Levasseur PL.6 (1926) истребитель, 1;
- Levasseur PL.7 торпедоносец-бомбардировщик, 46;
- Levasseur PL.8 (1927) развитие PL.4, рекордный самолёт. 2 экземпляра: первый («L’Oiseau Blanc») пропал во время попытки перелететь Атлантику[3], второй (F-AJKP) продан компании Aéropostale;
- Levasseur PL 9 (1928) учебная версия PL.5 с двигателем меньшей мощности, 6;
- Levasseur PL.10/101/107/108 (1929) торпедоносец, 63;
- Levasseur PL 11 (1931) поплавковый биплан-разведчик, 1;
- Levasseur PL 12 (1930) разведчик с крылом парасоль, 1;
- Levasseur PL.14 (1929) развитие PL.7, торпедоносец, 30;
- Levasseur PL.15/151/154 (1932) гидроплан-торпедоносец, 17;
- Levasseur PL 200/201 (1935) поплавковый разведчик-высокоплан, 1;
- Levasseur PL 400 (1939) прототип многоцелевого высокоплана, 1.

### Планеры
- Levasseur-Abrial A-1 (1922) Планёр